# Buddleja anchoensis
Buddleja anchoensis är en flenörtsväxtart som beskrevs av Carl Ernst Otto Kuntze. Buddleja anchoensis ingår i släktet buddlejor, och familjen flenörtsväxter. Inga underarter finns listade i Catalogue of Life.